# Альзакола пустельна
Альзако́ла пустельна (Cercotrichas paena) — вид горобцеподібних птахів родини мухоловкових (Muscicapidae). Мешкає в Південній Африці.

## Підвиди
Виділяють три підвиди:

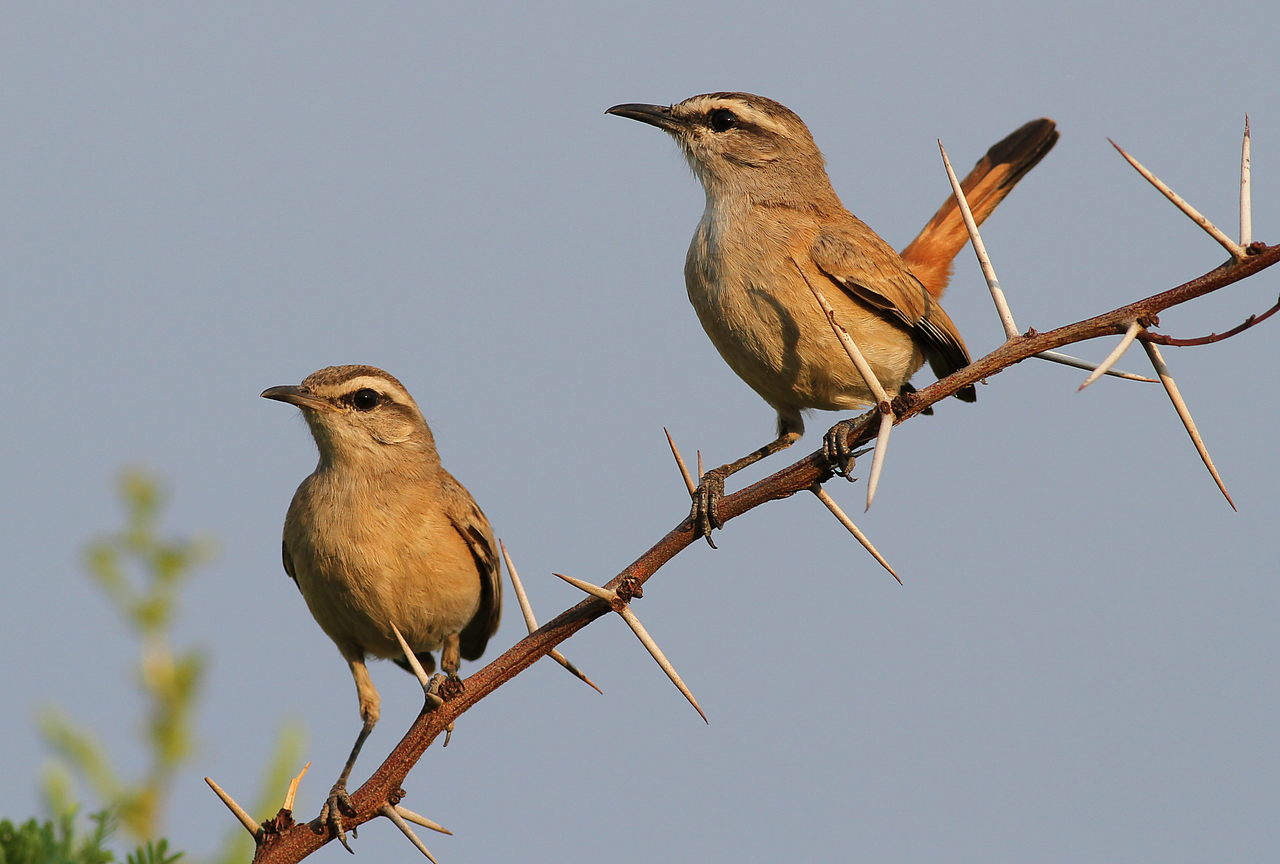
Пустельні альзаколи

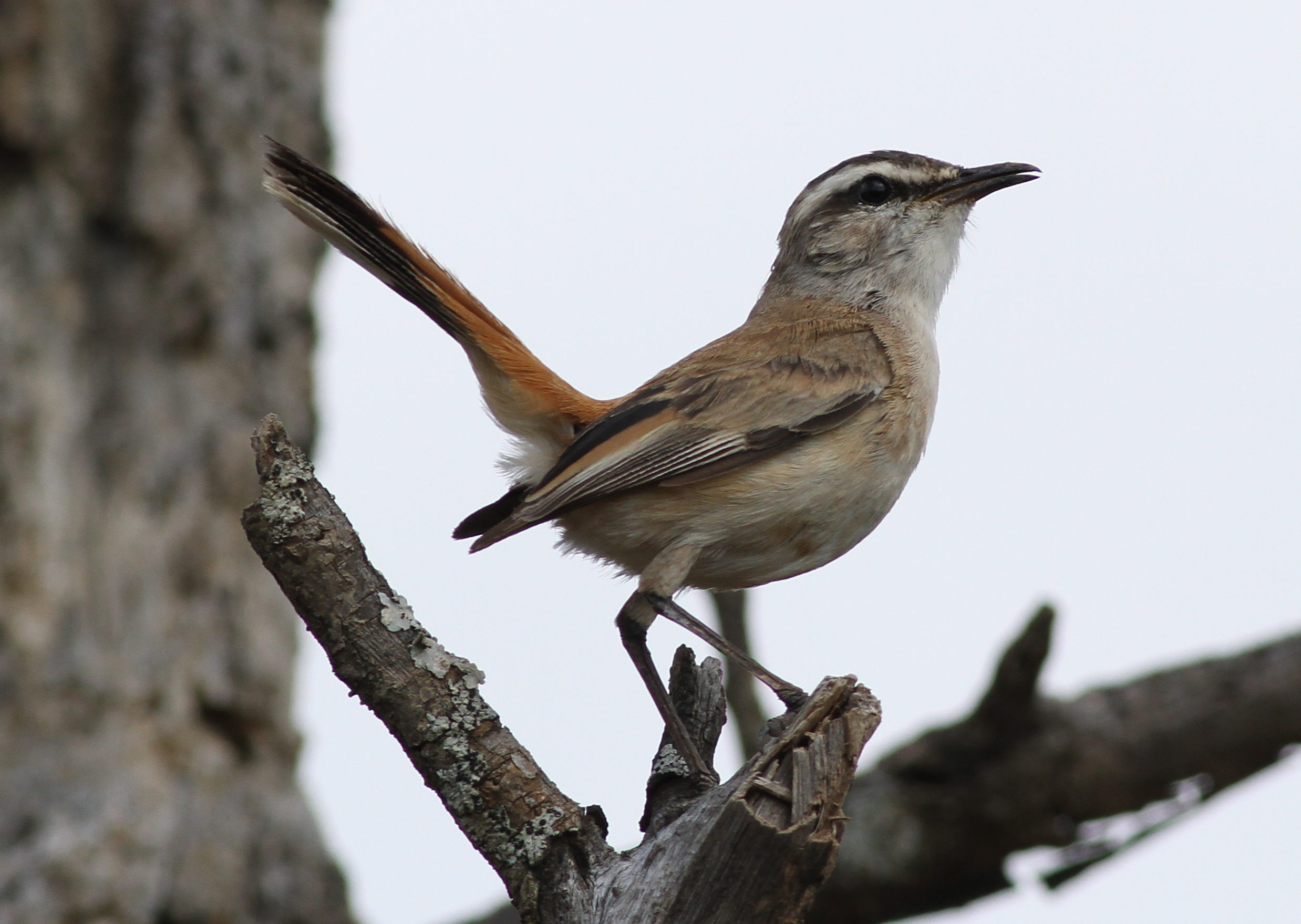
Пустельна альзакола

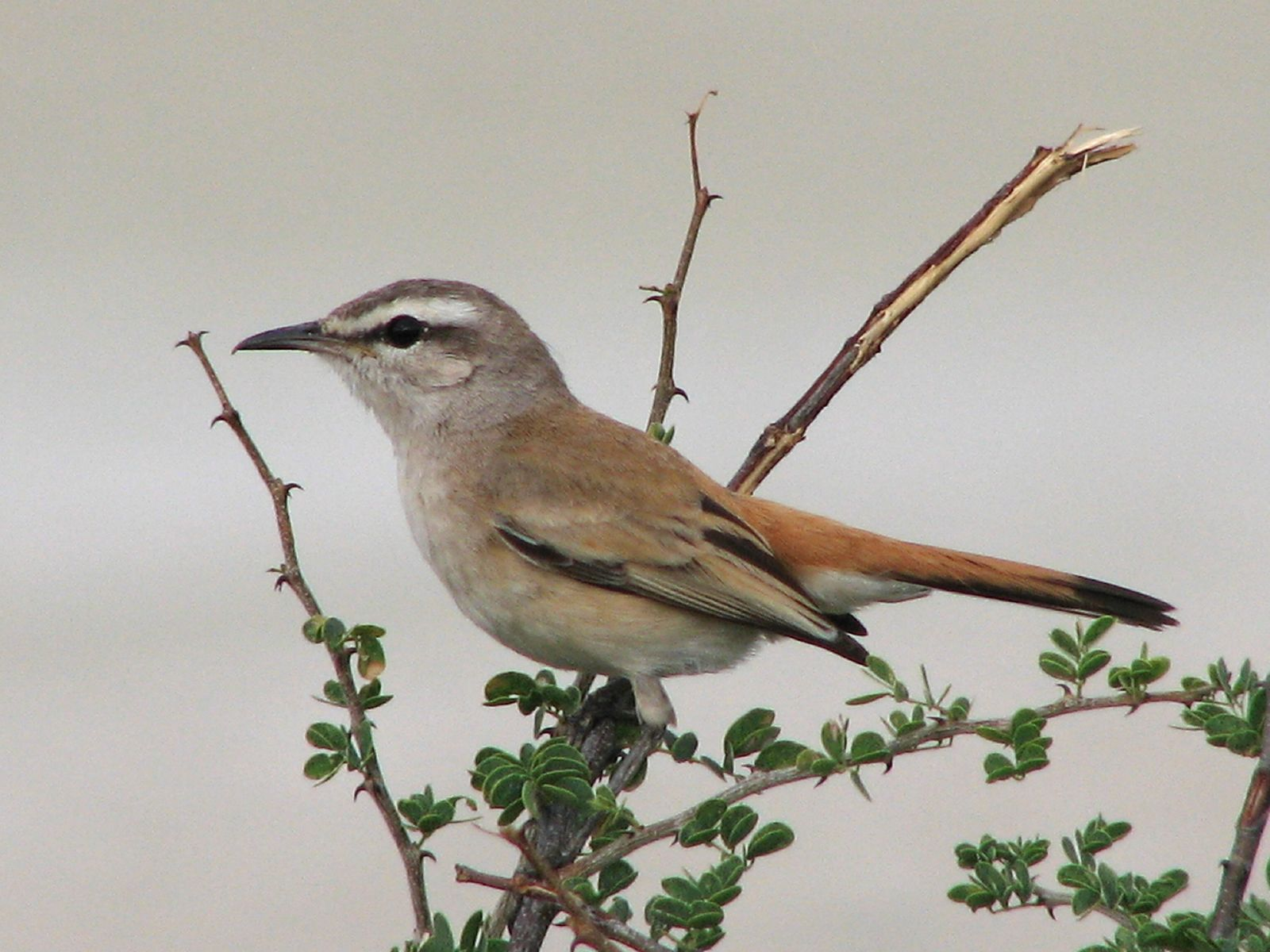
Пустельна альзакола

- C. p. benguellensis (Hartert, E, 1907) — південно-західна Ангола (Бенгела);
- C. p. paena (Smith, A, 1836) — Намібія, Ботсвана і північ ПАР;
- C. p. oriens (Clancey, 1957) — південний захід Зімбабве і північний схід ПАР.

## Поширення і екологія
Пустельні альзаколи мешкають в Анголі, Намібії, Ботсвані, Зімбабве і в Південно-Африканській Республіці. Вони живуть в сухих чагарникових заростях і напівпустелях Калахарі, на узліссях тропічних лісів, в саванах і в садах. Зустрічаються на висоті до 1200 м над рівнем моря. Живляться переважно комахами. Сезон розмноження триває з серпня по лютий, з піком в листопаді. Пустельні альзаколи є моногамними, територіальними птахами, їх гніздова територія зазвичай становить від 0,7 до 4,3 га. В кладці 2 яйця, інкубаційний період триває 12 днів, пташенята покидають гніздо через 12 днів після вилуплення. Насиджує лише самиця.